# Powiat gołdapski

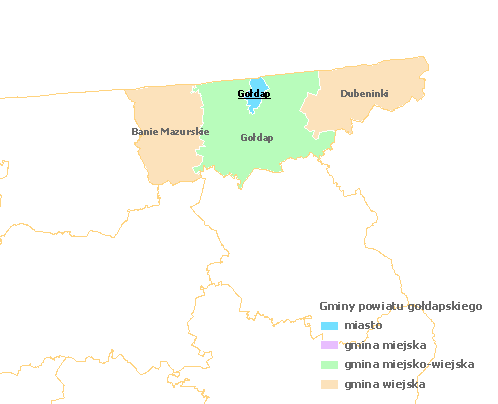
Gminy powiatu gołdapskiego

Powiat gołdapski – powiat w Polsce (województwo warmińsko-mazurskie) utworzony w 2002 w wyniku podziału powiatu olecko-gołdapskiego. Jego siedzibą jest miasto Gołdap. Powiat od strony północnej graniczy z obwodem królewieckim, od wschodu z powiatem suwalskim (województwo podlaskie), od południa z powiatem oleckim i giżyckim, a od zachodu z powiatem węgorzewskim. Do końca 2001 teren obecnego powiatu był podzielony pomiędzy powiaty: olecko-gołdapski (gminy: Gołdap i Dubeninki) oraz powiat giżycki (gmina Banie Mazurskie).
W skład powiatu wchodzą:
- gminy miejsko-wiejskie: Gołdap
- gminy wiejskie: Banie Mazurskie, Dubeninki
- miasta: Gołdap

Według danych z 31 grudnia 2019 roku powiat zamieszkiwało 26 689 osób. Natomiast według danych z 30 czerwca 2020 roku powiat zamieszkiwało 26 625 osób.

## Demografia

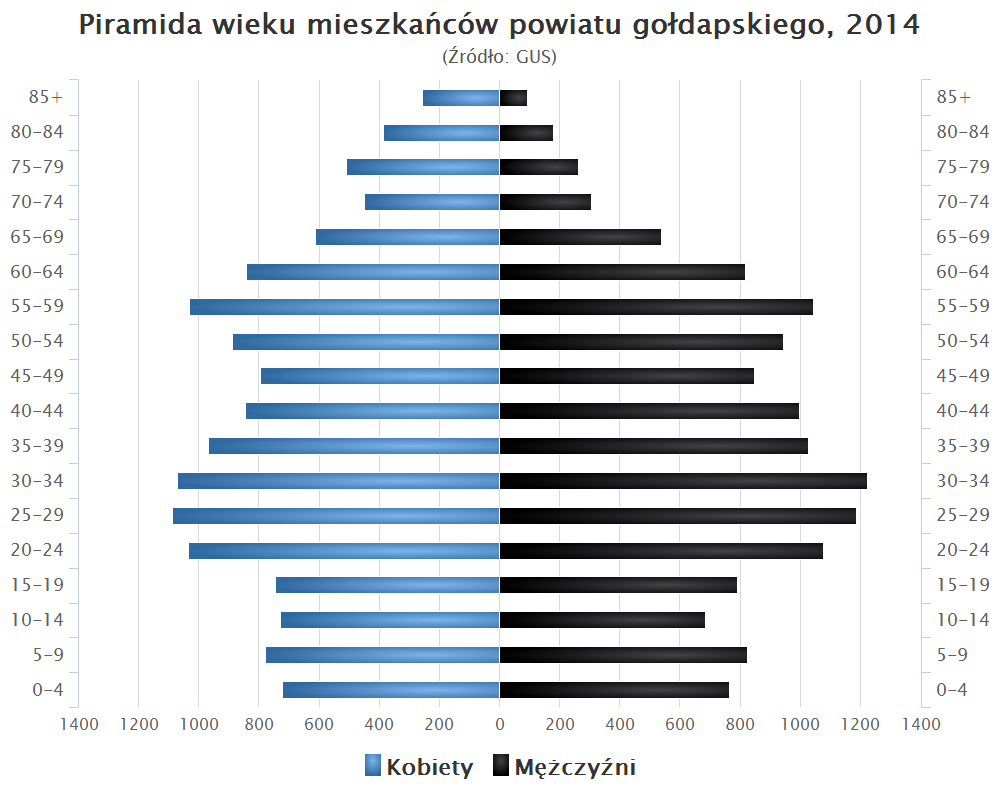
Piramida wieku mieszkańców powiatu gołdapskiego w 2014 roku

Liczba ludności (dane z 30 czerwca 2008):
|        | Ogółem | Ogółem | Kobiety | Kobiety | Mężczyźni | Mężczyźni |
| osób   | %      | osób   | %       | osób    | %         |           |
| ------ | ------ | ------ | ------- | ------- | --------- | --------- |
| Ogółem | 26 844 | 100    | 13 637  | 50,80   | 13 207    | 49,20     |
| Miasto | 13 514 | 50,34  | 6971    | 25,97   | 6543      | 24,37     |
| Wieś   | 13 330 | 49,66  | 6666    | 24,83   | 6664      | 24,82     |

▶Wieś vs ▶miasto
Ogółem (▶k, ▶m)
Miasto (▶k, ▶m)
Wieś (▶k, ▶m)

### Ludność w latach
- 1946 – 15 800
- 1950 – 19 400
- 1960 – 23 400
- 1970 – 25 900
- 1971 – 26 100
- 1972 – 26 500

1975–2001: nie istniał
- 2002 – 27 181
- 2003 – 27 188
- 2004 – 27 062
- 2005 – 27 055
- 2006 – 26 649

## Spisy powszechne
|                                | Liczba | Udział |
| ------------------------------ | ------ | ------ |
| Polacy (Bez innych deklaracji) | 24 397 | 95,55% |
| Inna niż polska                | 791    | 3,10%  |
| Ukraińcy                       | 410    | 1,61%  |
| Niemcy                         | 70     | 0,27%  |
| Anglicy                        | 61     | 0,24%  |
| Białorusini                    | 42     | 0,16%  |
| Amerykanie                     | 32     | 0,13%  |
| Belgowie                       | 26     | 0,10%  |
| Pozostali                      | 150    | 0,56%  |
| Ludność ogółem                 | 25 534 | 100%   |

|                             | Liczba | Udział |
| --------------------------- | ------ | ------ |
| chrześcijaństwo             | 19 991 | 78,29% |
| katolicyzm                  | 19 621 | 76,84% |
| protestantyzm               | 238    | 0,93%  |
| nurt badaczy pisma świętego | 79     | 0,31%  |
| prawosławie                 | 49     | 0,19%  |
| ateizm/odmowa odpowiedzi    | 5 540  | 21,70% |
| Ludność ogółem              | 25 534 | 100%   |

## Gospodarka
Gospodarka na terenie powiatu nastawiona jest na rolnictwo i turystykę. W Gołdapi znajduje się międzypaństwowe przejście graniczne z Rosją, na południe od Gołdapi, we Wzgórzach Szeskich – Centrum Sportowo-Rekreacyjne „Piękna Góra” – jedyny (obok Krzyżowej Góry w Lidzbarku Warmińskim) ośrodek sportów zimowych w woj. warmińsko-mazurskim i jedyny w północnej Polsce ośrodek dysponujący wyciągiem krzesełkowym.
W końcu września 2019 roku liczba zarejestrowanych bezrobotnych w powiecie gołdapskim wynosiła 0,8 tys. mieszkańców, co stanowi stopę bezrobocia na poziomie 8,8% do aktywnych zawodowo.